# Holodactylus
Holodactylus is een geslacht van hagedissen die behoren tot de gekko's en de familie Eublepharidae.

## Naam en indeling
Er zijn twee soorten, de wetenschappelijke naam van de groep werd voor het eerst voorgesteld door Oskar Boettger in 1893. De geslachtsnaam Holodactylus betekent vrij vertaald 'gehele teen.

## Uiterlijke kenmerken
De hagedissen bereiken een lichaamslengte tot ongeveer 10 centimeter. De hagedissen hebben zowel klauwen als functionele oogleden. De vingers en tenen zijn lang en dun en hebben geen verbreed uiteinde. De staart is relatief kort. De ogen zijn relatief groot en hebben een verticale pupil.

## Levenswijze
De gekko's zijn bodembewonend en leven in diepe holen en onder rotsen. Op het menu staan insecten, zoals kevers en termieten. De vrouwtjes zetten eieren af, per legsel worden twee eitjes in een hol begraven.

## Verspreiding en habitat
De hagedissen komen voor in delen van Afrika en leven in de landen Ethiopië, Kenia, Somalië en Tanzania. De habitat bestaat uit droge tropische en subtropische scrublands.

## Beschermingsstatus
Door de internationale natuurbeschermingsorganisatie IUCN is aan beide soorten een beschermingsstatus toegewezen. Een soort wordt beschouwd als 'veilig' (Least Concern of LC) en een soort als 'onzeker' (Data Deficient of DD).

## Soorten
Het geslacht omvat de volgende soorten, met de auteur en het verspreidingsgebied.
| Naam                   | Auteur          | Verspreidingsgebied                | Beschermingsstatus |
| ---------------------- | --------------- | ---------------------------------- | ------------------ |
| Holodactylus africanus | Boettger, 1893  | Ethiopië, Kenia, Somalië, Tanzania |                    |
| Holodactylus cornii    | Scortecci, 1930 | Somalië                            |                    |